# Microchilus cundinamarcae
Microchilus cundinamarcae är en orkidéart som beskrevs av Paul Ormerod. Microchilus cundinamarcae ingår i släktet Microchilus och familjen orkidéer. Inga underarter finns listade i Catalogue of Life.